# Jezioro Klasztorne Małe
Jezioro Klasztorne Małe (kaszb. Jezoro Klôsztorné Môłé) – jezioro rynnowe położone na Pojezierzu Kaszubskim (powiat kartuski, województwo pomorskie) o powierzchni 13,7 ha.
Jezioro znajduje się w Kartuzach i jest jeziorem miejskim. Na skutek zanieczyszczeń utraciło w znacznej mierze swoje walory turystyczne, wraz z jeziorami Karczemnym i Klasztornym Dużym tworzy jeden akwen zwany jeziorami Kartuskimi.
Przed 1920 jezioro nosiło nazwę niemiecką Kleiner Kloster-See.
W latach 2020 do 2023 na zlecenie władz miasta i z wykorzystanie środków unijnych, naukowcy z Katedry Inżynierii Ochrony Wód i Mikrobiologii Środowiskowej na Wydziale Geoinżynierii Uniwersytetu Warmińsko Mazurskiego przeprowadzili rekultywację jeziora. W pierwszej kolejności zalecono władzom gminy aby odciąć dopływ ścieków sanitarnych i burzowych do zespołu czterech jezior kartuskich co nastąpiło w roku 2018. Następnie przeprowadzono rekultywację przy zastosowaniu dwóch metod. Metodą chemiczną przeprowadzono inaktywację fosforu z wykorzystaniem koagulantów, które związały fosfor z wody w nieszkodliwe związki i strąciły je na dno jeziora. Następnie zastosowano tez metody biologiczne, kształtowanie struktury ichtiofauny, wykorzystano ryby drapieżne, którymi zarybiono jeziora w celu ograniczenia populacji ryb żywiących się bentosem w tym fitoplanktonem produkującymi tlen. Rekultywacja jeziora Klasztorne Małe, została przeprowadzona w ramach unijnego projektu rekultywacji czterech kartuskich jezior za łączną kwotę ponad 60 mln zł.